# Pohranice
Pohranice – wieś i gmina (obec) w powiecie Nitra, w kraju nitrzańskim na Słowacji. Znajduje się na Nizinie Naddunajskiej, w kierunku na północny wschód od miasta Nitra. Zabudowania wsi rozłożyły się nad strumieniem Kadaň.